# Bebelsheim
Bebelsheim is een plaats in de Duitse gemeente Mandelbachtal, deelstaat Saarland, en telt 786 inwoners.